# 5713 (année hébraïque)
5713 (hébreu : ה'תשי"ג , abbr. : תשי"ג) est une année hébraïque qui a commencé à la veille au soir du 20 septembre 1952 et s'est finie le 9 septembre 1953. Cette année a compté 355 jours. Ce fut une année simple dans le cycle métonique, avec un seul mois de Adar. Ce fut la première année depuis la dernière année de chemitta.
En l'an 5713, l'État d'Israël a fêté ses 5 ans d'indépendance.
L'an 5713 a marqué le début d'une nouvelle période de vingt-huit ans du cycle solaire hébraïque, célébrée par une bénédiction juive particulière, la Birkat Ha'Hamah (bénédiction du soleil) prononcée le mercredi 23 Nissan 5713 - 8 avril 1953.

## Calendrier
Ce calendrier hébraïque de l'année 5713 donne les correspondances avec les dates du calendrier grégorien.
Le premier nombre dans chaque case correspond au jour du mois hébraïque. Les jours en couleurs sont des jours remarquables juifs ou israéliens.
| ◄◄ | 5713 | ►► |

## Événements
- Chichakli propose l’ouverture de négociations secrètes avec Israël. Il accepte la réinstallation de 80 000 réfugiés palestiniens en Syrie et suggère un partage de la zone démilitarisée du lac de Tibériade. Israël refuse ce compromis qui permettrait un retour de la Syrie dans la zone du Jourdain.
- Les infiltrations de réfugiés palestiniens sur le territoire hébreu à partir de la Cisjordanie se transforment en véritables opérations de commando. L’armée israélienne constitue une unité militaire irrégulière, l’unité 101, commandée par Ariel Sharon, et destinée à opérer des coups de force sur le territoire jordanien.
- Plan Johnston, présenté par l’ambassadeur américain pour parvenir à une entente israélo-arabe par le biais de la gestion des eaux. Tous les cours d’eau du nord seraient regroupés vers le lac de Tibériade d’où partiraient les réseaux d’irrigation vers le sud. Le stock d’eau constitué serait réparti entre Israël, la Syrie et la Jordanie. Israël réclame une part plus importante, incluant les eaux du Litani au Liban. Les États arabes refusent dans la mesure où tous les cours d’eau sont sur leurs territoires.

## Naissances
- Dalia Itzik
- Avraham Moshe Dichter
- Richard Stallman
- Danny Elfman
- Hanna Laslo

## Décès
- Chaim Weizmann
- Eleazar Sukenik
- Ethel et Julius Rosenberg

5708 - 5709 - 5710 - 5711 - 5712 - 5713 - 5714 - 5715 - 5716 - 5717 - 5718